# Crotalaria distans
Crotalaria distans är en ärtväxtart som beskrevs av George Bentham. Crotalaria distans ingår i släktet sunnhampor, och familjen ärtväxter.

## Underarter
Arten delas in i följande underarter:
- C. d. distans
- C. d. macaulayae
- C. d. macrotropis
- C. d. mediocris